# 662. grenadirski polk (Wehrmacht)
662. grenadirski polk (izvirno nemško 662. Grenadier-Regiment; kratica 662. GR) je bil pehotni polk Heera v času druge svetovne vojne.

## Zgodovina
Polk je bil ustanovljen 9. marca 1945 na Danskem in dodeljen 166. pehotni diviziji.